# Никола Антов
Никола Антов (Ниш, 24. новембар 1933 — Ниш, 20. март 2019) био је српски вајар.

## Биографија
Никола је завршио основну школу у Луковици. Осморазредну Мешовиту гимназију је завршио 1954. године у Димитровграду. Тамо је до 1952. године професор цртања, бугарске и светске књижевности био академски сликар Слободан Сотиров, који је препознао Николин таленат за цртање. Никола завршава најпре Вишу педагошку школу у Београду, а потом 1957. године постаје студент вајарског одсека Академије ликовних уметности у Београду. Тада су професори на Академији били вајари Сретен Стојановић, Илија Коларовић, Миодраг Миша Поповић, Јован Кратохвил, а асистенти за различите вајарске предмете Никола Кока Јанковић, Војин Стојић, Петар Убовић... Био је на студијским путовањима у Италији и Француској.
Дипломирао је на вајарском одсеку Академије ликовних уметности у Београду 1961. године у класи Мише Поповића. Постао је члан Удружења ликовних уметника Србије 1963. године. Радио је као конзерватор до пензионисања 1998. у Народном музеју у Нишу.
Током 1965. провео је шест месеци на стручном усавршавању у Етнографском музеју у Београду и нешто касније (1974) у конзерваторској лабораторији београдског Народног музеја, где је радио на конзервацији 16 античких скулптура откривених на Медијани.
Његова дела се налазе у збиркама Народног музеја у Нишу, Галерије савремене ликовне уметности у Нишу, галерије „Замак културе“ у Врњачкој Бањи и на јавном простору (парк у Врњачкој Бањи), Музеја савремене уметности у Новом Саду, уметничкој галерији у Стари двор у Београду, Музеју историје Југославије, галерији СИВ, док је скулптура „Птице“ постављена у парку у Нишкој Бањи.
Учесник је међународних вајарских симпозијума „Мермер и звуци“ у Аранђеловцу, Ханјовки (Пољска), Трјавни (Бугарска), као и Другог бијенала југословенске скулптуре у Врњачкој Бањи и неколико изложби у Београду.
Реализовао је укупно десет самосталних изложби. Био је учесник Ликовне колоније „Сићево“ (1974, 1985). На Октобарском салону у Београду излагао је једанаест пута, а на различитим изложбама УЛУС-а (Новопримљени чланови, „Човек, рад, светови маште“, „Град, човек, машта“, Пролећна изложба, Јесења изложба...), такође у Београду, двадесет три пута. Колективно је излагао и у иностранству (Хаг у Холандији, Крајова у Румунији, Хајновка у Пољској, Трјавна и Велико Трново у Бугарској, Солун у Грчкој). Редовно је излагао са ликовним уметницима Ниша од 1963. до 1997. године. Његова дела излагана су на укупно 119 колективних изложби.